# Nasa dyeri
Nasa dyeri är en brännreveväxtart. Nasa dyeri ingår i släktet färgkronor, och familjen brännreveväxter.

## Underarter
Arten delas in i följande underarter:
- N. d. australis
- N. d. dyeri